# Jonathan Marchessault
Pour les articles homonymes, voir Marchessault.
Jonathan Marchessault (né Audy-Marchessault le 27 décembre 1990 dans la ville de Cap-Rouge, dans la province de Québec au Canada) est un joueur professionnel canadien de hockey sur glace.

## Carrière
Natif de Québec (Cap-Rouge), il intègre l'effectif du club junior local, les Remparts de Québec, lors de la saison 2007-2008. Il connait sa meilleure saison en 2010-2011, y récoltant 95 points en 68 parties. Il évolue alors sous les ordres de Patrick Roy, entraîneur-chef et directeur général du club. Rétrospectivement, il parle de cette période de sa carrière comme d'une époque difficile, mais cruciale dans le développement de son caractère de joueur,. En 2022, il est désigné par les partisans de l'équipe sur la première équipe d'étoiles de l'histoire de l'équipe, aux côtés notamment d'Aleksandr Radoulov et Simon Gagné.
Jamais repêché dans la LNH, il signe son premier contrat professionnel en juin 2011 avec les Rangers de New York et évolue avec le club-école de l'équipe, le Whale du Connecticut,. En 2012, il signe un contrat de 3 années de premier niveau avec les Blue Jackets de Columbus. Il joue son premier match dans la LNH le 31 janvier 2013 contre les Blues de Saint-Louis. Il ne jouera finalement que deux matchs dans l'uniforme des Blue Jackets.
Le 5 mars 2014, il est échangé au Lightning de Tampa Bay accompagné de l'ailier gauche Dalton Smith contre deux joueurs, Dana Tyrell et Matt Taormina. Il marque son premier but le 11 avril 2015 avec le Lightning face aux Bruins de Boston.
Le 21 juin 2017, il est repêché des Panthers de la Floride par les Golden Knights de Vegas lors du repêchage d'expansion de la LNH 2017. Il devient par la suite une pierre angulaire de la formation du Nevada et le 3 janvier 2018, il signe une prolongation de contrat de six ans et d'une valeur de 30 M$ avec les Golden Knights de Vegas.
Le 13 juin 2023, il remporte la Coupe Stanley 2023 avec les Golden Knights. Il est lauréat du trophée Conn-Smythe remis au meilleur joueur des séries éliminatoires de la LNH. Il devient alors le premier joueur non repêché à remporter le trophée depuis Wayne Gretzky en 1988 et le premier québécois depuis Jean-Sébastien Giguère, en 2003,.
Le 1er juillet 2024, après avoir été incapable de s'entendre sur les termes d'un nouveau contrat avec les Golden Knights, Marchessault signe un contrat 5 ans et 27,5 millions de dollars avec les Predators de Nashville.

## Vie privée
D'abord connu en tant que Jonathan Audy-Marchessault depuis le début de sa carrière, il abandonne le nom Audy de son nom légal en 2013 afin de le raccourcir pour son prochain enfant.

## Statistiques

### En club

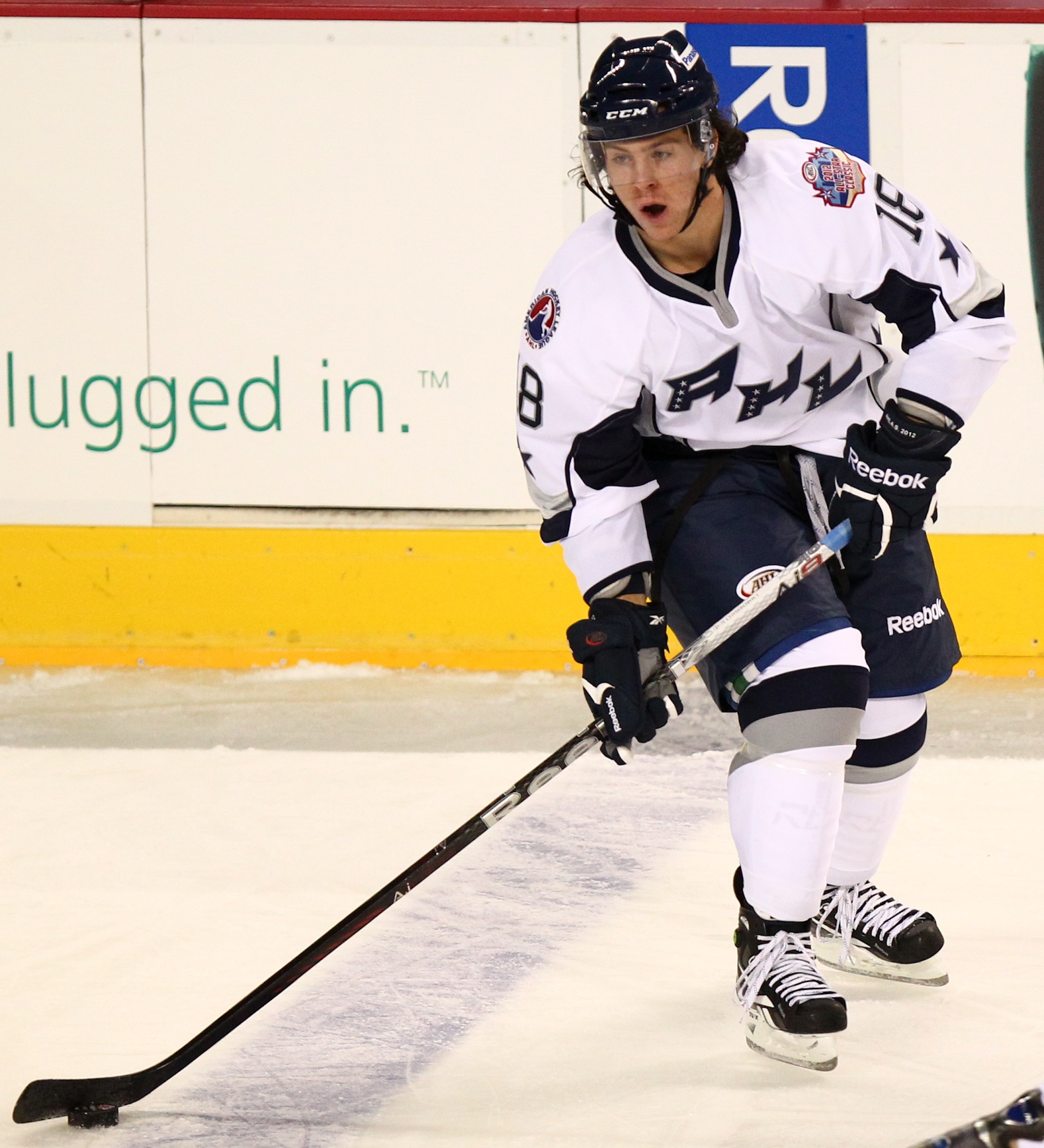
Marchessault en 2013.

| Saison     | Équipe                   | Ligue      |     | Saison régulière | Saison régulière | Saison régulière | Saison régulière | Saison régulière |    | Séries éliminatoires | Séries éliminatoires | Séries éliminatoires | Séries éliminatoires | Séries éliminatoires |
| Saison     | Équipe                   | Ligue      | PJ  | B                | A                | Pts              | Pun              | PJ               | B  | A                    | Pts                  | Pun                  |                      |                      |
| 2007-2008  | Remparts de Québec       | LHJMQ      | 56  | 10               | 10               | 20               | 18               | 11               | 1  | 0                    | 1                    | 6                    |                      |                      |
| 2008-2009  | Remparts de Québec       | LHJMQ      | 62  | 18               | 35               | 53               | 75               | 14               | 2  | 4                    | 6                    | 10                   |                      |                      |
| 2009-2010  | Remparts de Québec       | LHJMQ      | 68  | 30               | 41               | 71               | 54               | 9                | 3  | 11                   | 14                   | 14                   |                      |                      |
| 2010-2011  | Remparts de Québec       | LHJMQ      | 68  | 40               | 55               | 95               | 41               | 18               | 11 | 22                   | 33                   | 12                   |                      |                      |
| 2011-2012  | Whale du Connecticut     | LAH        | 76  | 24               | 40               | 64               | 50               | 9                | 4  | 0                    | 4                    | 26                   |                      |                      |
| 2012-2013  | Falcons de Springfield   | LAH        | 74  | 21               | 46               | 67               | 65               | 8                | 0  | 3                    | 3                    | 8                    |                      |                      |
| 2012-2013  | Blue Jackets de Columbus | LNH        | 2   | 0                | 0                | 0                | 0                | -                | -  | -                    | -                    | -                    |                      |                      |
| 2013-2014  | Falcons de Springfield   | LAH        | 57  | 14               | 26               | 40               | 51               | -                | -  | -                    | -                    | -                    |                      |                      |
| 2013-2014  | Crunch de Syracuse       | LAH        | 20  | 8                | 6                | 14               | 8                | -                | -  | -                    | -                    | -                    |                      |                      |
| 2014-2015  | Crunch de Syracuse       | LAH        | 68  | 24               | 43               | 67               | 38               | 3                | 0  | 0                    | 0                    | 0                    |                      |                      |
| 2014-2015  | Lightning de Tampa Bay   | LNH        | 2   | 1                | 1                | 2                | 0                | 2                | 0  | 0                    | 0                    | 0                    |                      |                      |
| 2015-2016  | Crunch de Syracuse       | LAH        | 11  | 6                | 3                | 9                | 6                | -                | -  | -                    | -                    | -                    |                      |                      |
| 2015-2016  | Lightning de Tampa Bay   | LNH        | 45  | 7                | 11               | 18               | 17               | 5                | 0  | 1                    | 1                    | 6                    |                      |                      |
| 2016-2017  | Panthers de la Floride   | LNH        | 75  | 30               | 21               | 51               | 38               | -                | -  | -                    | -                    | -                    |                      |                      |
| 2017-2018  | Golden Knights de Vegas  | LNH        | 77  | 27               | 48               | 75               | 40               | 20               | 8  | 13                   | 21                   | 10                   |                      |                      |
| 2018-2019  | Golden Knights de Vegas  | LNH        | 82  | 25               | 34               | 59               | 52               | 7                | 4  | 2                    | 6                    | 6                    |                      |                      |
| 2019-2020  | Golden Knights de Vegas  | LNH        | 66  | 22               | 25               | 47               | 28               | 20               | 3  | 7                    | 10                   | 16                   |                      |                      |
| 2020-2021  | Golden Knights de Vegas  | LNH        | 55  | 18               | 26               | 44               | 39               | 19               | 6  | 3                    | 9                    | 12                   |                      |                      |
| 2021-2022  | Golden Knights de Vegas  | LNH        | 76  | 30               | 36               | 66               | 36               | -                | -  | -                    | -                    | -                    |                      |                      |
| 2022-2023  | Golden Knights de Vegas  | LNH        | 76  | 28               | 29               | 57               | 21               | 22               | 13 | 12                   | 25                   | 14                   |                      |                      |
| 2023-2024  | Golden Knights de Vegas  | LNH        | 82  | 42               | 27               | 69               | 40               | 7                | 2  | 2                    | 4                    | 2                    |                      |                      |
| Totaux LNH | Totaux LNH               | Totaux LNH | 638 | 230              | 257              | 487              | 311              | 102              | 36 | 40                   | 76                   | 66                   |                      |                      |

### En équipe nationale
| Année | Équipe | Compétition          |    | PJ | B | A  | Pts | Pun               |  | Résultat |
| 2019  | Canada | Championnat du monde | 10 | 3  | 7 | 10 | 8   | Médaille d'argent |  |          |

## Trophées et honneurs personnels

### Ligue de hockey junior majeur du Québec
- 2011 : nommé dans la 1re équipe d'étoiles de la Ligue de hockey junior majeur du Québec
- 2024 : 22 septembre, numéro 18 retiré par les Remparts de Québec

### Ligue nationale de hockey
- 2022 : participe au 66e Match des étoiles de la Ligue nationale de hockey
- 2023 : 
  - Trophée Conn-Smythe
  - Coupe Stanley